# Christiane Rimbaud
Pour les articles sur d'autres personnalités de même nom, voir Rimbaud (homonymie).
Christiane Rimbaud, née Girard le 22 juillet 1944 à Paris où elle meurt le 22 novembre 2023,, est une historienne française.

## Biographie
Christiane Rimbaud est diplômée de l'Institut d'études politiques de Paris, où elle a été admise en 1967 après des études secondaires au lycée Victor-Duruy à Paris et un diplôme d'études supérieures d'histoire obtenu à la Sorbonne.
Elle a toujours tenu à son indépendance. 
L'éditeur Marcel Jullian lui a proposé son premier contrat.
Elle est spécialiste de la période de la fin de la Seconde Guerre mondiale et de période de Vichy, pour laquelle elle a publié plusieurs ouvrages : Le Procès de Riom (en collaboration avec Pierre Béteille), L'Affaire du Massilia (été 1940) ou encore Le Procès Mendès France.
Ses différentes recherches l'ont aussi amenée à publier plusieurs ouvrages sur des sujets plus variés, comme le travail des enfants, les femmes qui ont marqué, ou encore l'Europe (Le Grand Pari, l'aventure du traité de Rome, cosigné avec Christian Pineau, ministre des Affaires étrangères et signataire du traité de Rome pour la France).
Elle s'est aussi intéressée avec passion aux personnages. Elle en a publié des biographies, dont celle d'Antoine Pinay, Pierre Bérégovoy, Raymond Barre et d'autres.
Le premier livre de Christiane Rimbaud a été publié en 1973. Elle a participé à des documentaires télévisés et à des émissions telles qu'Apostrophes, L'Heure de vérité et Droit de réponse… Son éditeur travaillait à la publication de son dernier manuscrit, qu'elle lui a remis deux mois avant son décès.
Elle était mère de trois enfants.

## Documentaires
Christiane Rimbaud est coauteur avec Philippe Prince d'une série d'émissions de télévision, Presse, pouvoir et société (histoire de la presse en France de 1939 à 1958), diffusée sur Antenne 2 en 1981.

## Publications
- Le Procès de Riom (en collaboration avec Pierre Béteille), Plon, 1973  (ISBN 9782262092467).
- Rédactions, Sujet: La drôle de guerre, l’occupation, la libération, racontées par des enfants, d'Octave Merlier, présentation, Julliard, 1975.
- La Gazette d'un Parisien sous la Révolution, de Nicolas Ruault, présentation, Perrin, 1976  (ISBN 226200000X).
- 52 millions d'enfants au travail, Plon, 1980  (ISBN 978-2-259-00553-1).
- L'Affaire du Massilia (été 1940), Seuil, 1984  (ISBN 2020067641).
- Le Procès Mendès France, Perrin, 1986  (ISBN 2749103142).
- Pinay, Perrin, 1990  (ISBN 226200689X).
- Le Grand Pari, l'aventure du traité de Rome (en collaboration avec Christian Pineau), Fayard, 1991  (ISBN 2-213-02798-6).
- Bérégovoy, Perrin, 1994 (ISBN 2-262-01057-9).Réédition au format de poche : Bérégovoy, J'ai lu, 1994, poche (ISBN 2-277-23824-4).
- Lettres à Béré (en collaboration avec Philippe Labi), présentation, Lattès, 1995  (ISBN 2709615789).
- Traversées du désert, de De Gaulle à nos jours: la disgrâce en politique, Albin Michel, 1998  (ISBN 978-2-226-09575-6).
- Maurice Schumann, sa voix, son visage, Odile Jacob, 2000  (ISBN 273810763X).
- Danielle Hunebelle, grand reporter, Anne Carrière, 2001  (ISBN 284337152X).
- Pierre Sudreau, un homme libre, Le Cherche midi, 2004, prix Louis Marin  (ISBN 2749103142).
- Femmes d'espoir, leur combat pour les Droits de l'Homme, L'Harmattan, 2008  (ISBN 978-2-296-05508-7).
- Raymond Barre, Perrin, 2015  (ISBN 9782262051419).